# Koreanischer Film
Der Koreanische Film ist von der Teilung der Koreanischen Halbinsel in die Staaten Nordkorea und Südkorea geprägt. Seit dem Ende des Zweiten Weltkriegs entwickeln sich der nordkoreanische und der südkoreanische Film unterschiedlich.

## Geschichte
Ende des 19. Jahrhunderts schufen die französischen Brüder Lumière den Cinématographe, der sich zu einer Sensation entwickelte für die Darstellung sich bewegender Bilder. Der Kinematograph wurde international vorgestellt, zunächst in Großbritannien im Jahr 1896. In der London Times war 1897 zu lesen, dass im Oktober des Jahres der Film in Korea eingeführt wurde. Dabei wurden Aktualitätenfilme und Kurzfilme von Pathé in einer Baracke gespielt. Des Weiteren existieren Aufzeichnungen einer Ausgabe der Zeitung Hwangsung Shinmun von 1903, nach der im Juni des Jahres Filme von der Dongdaemun Electric Company gezeigt wurden. 1907 eröffnete das Filmtheater Dansungsa. Danach folgen zahlreiche weitere Kinoeröffnungen. Dabei richteten sich die Kinos im Norden Gyeongseongs an die japanische Bevölkerung und die in südlicheren Teilen der Stadt an die koreanische. Außerdem fanden in den folgenden Jahren zahlreiche ausländische Filme ihren Weg nach Korea, bspw. von Francis Ford, D.W. Griffith und Abel Gance.

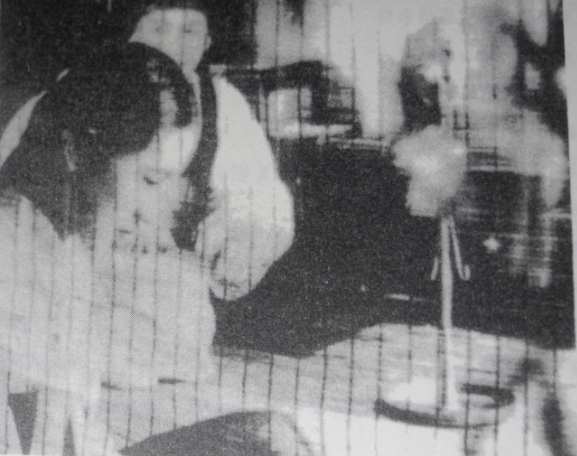
Szene aus Chunhyang-Jeon von 1935

Am 27. Oktober 1919 wurde im Kino Dansungsa mit Kampf für Gerechtigkeit (Originaltitel: 義理的仇討/의리적 구투 Uirijeok Gutu) von Kim Do-san und seiner Künstlergruppe Shingeuk-jwa der erste koreanische Film aufgeführt. Damit begann die Filmgeschichte Koreas zur Zeit der japanischen Herrschaft. 1966 einigten sich südkoreanische Filmmacher und die Regierung, den 27. Oktober zum „Tag des Films“ (영화의 날 Yeonghwa-ui Nal) auszurufen. Tatsächlich ist es umstritten, ob man Kampf der Gerechtigkeit als ersten koreanischen Film betrachten sollte. Es sei kein kompletter Spielfilm gewesen, sondern eine Mischung aus Kinofilm und Theater, die gemeinsam aufgeführt werde. Diese Form der Filmaufführung wird Kinodrama genannt. Sie geht auf die japanische Theaterform Shinpa zurück. Sie kam zur Kolonialzeit nach Korea und wurde dort von Künstlergruppen adaptiert. Als der Film nach Korea kam, drehten diese Gruppen Filme, um ihre Bühnenstücke durch zusätzliche Filmaufzeichnungen zu untermalen. Bis zum ersten Tonfilm 1935 waren ähnliche Formen weit verbreitet. Shinpa wird dem Melodrama zugeordnet und ist durch Antinomie geprägt und stellt die Allgemeinheit dar, die zwischen traditionellen Werten und Moderne Schmerz und Verwirrung erfährt.
Shinpa war im Korea der 1910er Jahre populär und vermischte sich durch Dramagruppen mit dem Film. Bis Anfang 1923 wurden etwa 20 weitere Kinodramen produziert. Es ist in der Literatur umstritten, welcher Film Koreas erster Spielfilm ist. Einige Autoren argumentieren, es sei der 1923 erschienene Film The Plighted Love under the Moon (月下의 盟誓/월하의 맹서 Wolhaui Maengseo) von Yoon Baek-nam, andere sprechen dies dem Bildungsfilm Demon in Life (1920) zu. Auch der Film Chunghyang-Jeon, der wohl zwischen 1921 und 1923 erschienen ist, sowie The National Border, der im Januar 1923 im Dansungsa gespielt wurde, stehen zur Diskussion. Letztere wurde allerdings von dem japanischen Studio Shōchiku produziert. Chunghyang-Jeon ist eine koreanische Volkssage, die von dem japanischen Regisseur Hayakawa Goshu verfilmt wurde. Dies inspirierte den Besitzer des Dansungsa, Park Seung-pil, eine Verfilmung der Sage Janghwa Hongnyeon jeon zu produzieren. 1926 erschien der Stummfilm Arirang von Na Woon-gyu, der als einer der wichtigsten Filme des frühen koreanischen Kinos gilt. Es war der erste Film, der Nationalstolz und Widerstand gegen Japans Kolonialherrschaft thematisierte. Die japanische Besatzungsmacht hat den Film anfangs nicht verboten, weil sie die anti-japanische Botschaft des Films nicht erkannte. Für Koreaner war sie allerdings klar ersichtlich. Der Film handelte von einem mental instabilen Mann, der einen wohlhabenden Landbesitzer mit Verbindung zur japanischen Polizei ermordet. Lee Gyu-hwan knüpfte in seinem Debütwerk A Ferry Boat That Has No Owner (임자없는 나룻배, 1932) thematisch daran an und zählt zu einem der bedeutendsten Regisseure der Stummfilmzeit. Der 1934 veröffentlichte Stummfilm Crossroads of Youth wurde 2007 entdeckt und ist dadurch der älteste, noch heute existierende koreanische Film. Alle vorherigen Filme gingen im Zeitverlauf verloren.
Ein wesentlicher Aspekt der Stummfilmzeit waren sogenannte Byeonsa (im Japanischen Benshi). Sie waren die Erzähler der Stummfilme und standen an der Seite der Leinwand. Byeonsas zählten zur Zeit des Stummfilms zu den Stars des koreanischen Films. Bei importierten Filmen mussten die Zwischentitel nicht übersetzt werden, sondern wurden von einem Byeonsa gesprochen.
1935 erschien mit einer neuen Verfilmung der Volkssage Chunhyang-Jeon Koreas erster Tonfilm.:S. 64 1937 hatte Lee Gyu-hwan mit Wanderer (나그네 Nageune) einen großen Erfolg, wodurch Tonfilme zur neuen Norm wurden. Allerdings war dies auch das Jahr, in dem Japan in China einfiel. Antikriegsfilme waren gänzlich verboten und vielmehr wuchs der Druck, Propagandafilme zu drehen und der Bevölkerung die Ideologie des Kaiserreichs einzuimpfen. Dabei wurde auch eine Quote eingeführt, dass nicht mehr als 1/3 der gespielten Filme ausländische Produktionen sein dürfen. Filme waren zu populär und die Regierung maß dem Medium große Bedeutung zu bei der Beeinflussung der Bevölkerung. 1942 nahm das Aufblühen der Filmindustrie ein jähes Ende, als die Regierung Japans koreanischsprachige Filme verbot und Filme nur noch der Kriegspropaganda dienten.